# Государственный колледж искусств имени Паноса Терлемезяна
Государственный колледж изобразительных искусств имени Паноса Терлемезяна (арм. Փանոս Թերլեմեզյանի անվան գեղարվեստի պետական քոլեջ) — государственная некоммерческая организация при Министерстве образования и науки Республики Армения, первая художественная школа в Армении. Основан в 1921 году, находится в Ереване, на проспекте Аршакуняца, 39.

## История
Художественная школа была создана в 1921 году специальным декретом Совета народных комиссаров СССР, подписанным Александром Мясникяном, в период правления первого полпреда СССР Ашота Ованнисяна. Первоначально она называлась «Гегард» в Художественно-промышленном техникуме, в 1938 году — художественное училище, в 1941 году была переименована в честь армянского художника Паноса Терлемезяна.
Первым директором был Оганес Тадевосян, который сформировал первый состав учителей. У истоков учреждения в своё время стояли деятели искусства, получившие образование в центрах Европы (Вене, Париже, Мюнхене и Москве): Мартирос Сарьян, Вртанес Ахикян, Степан Агаджанян, Седрак Аракелян, Ваграм Гайфеджян, Габриел Гюрджян, Акоп Коджоян, Ара Саргсян и другие. 
В 1927 году училище выпустило первых выпускников, среди которых были известные армянские художники: Мгер Абегян, Седрак Рашмачян, Бабкен Колозян, Армен Чилингарян и другие. Среди выпускников других лет: Оганес Зардарян, Григор Ханджян, Гукас Чубарян, Мариам Асламазян, Ара Бекарян, Эдуард Исабекян, Карапет Тиратурян и другие.

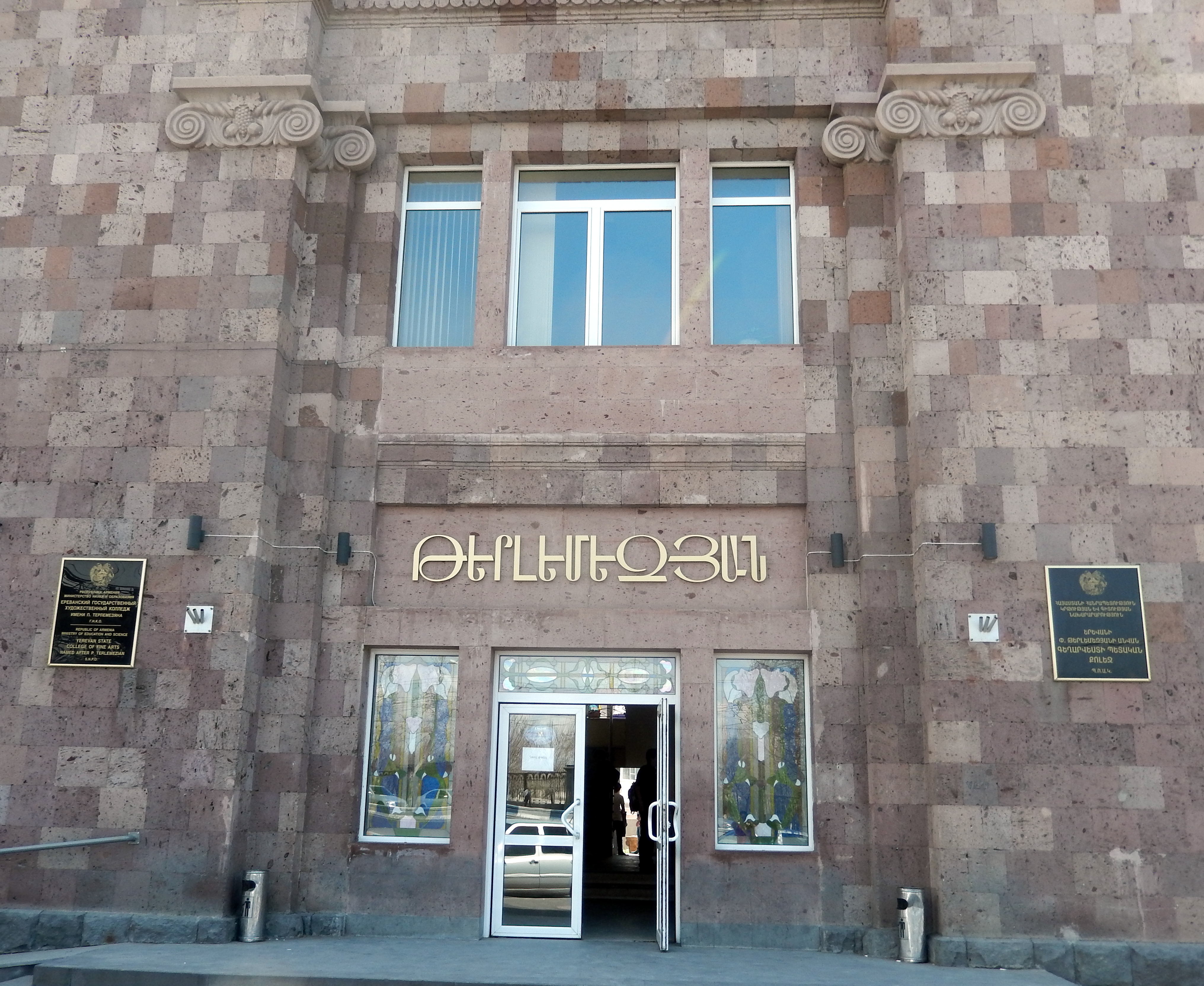
Главный вход

До 2007 года училище (впоследствии переименованное в колледж) располагалось в здании на улице Лео, позже по решению правительства Республики Армении был перенесён на проспект Аршакуняц.

## Структура
Сначала у него были отделения живописи и скульптуры (с гончарным делом), с 1925 года — ювелирного, столярного и вышивального (позже — ковроткачества) отделений. В современности колледж состоит из отделений живописи, скульптуры и дизайна.
В колледже преподают художники, входящие в состав Союза художников Армении.